# Victor Panelin-Borg
Victor Panelin-Borg, född 1990 i Ängelholm, är en svensk ishockeyback som spelar för Aalborg Pirates. Han har tidigare bland annat spelat för Rögle BK och Sparta Warriors.